# Guanyinyan-Talsperre
Die Guanyinyan-Talsperre (chin. 观音岩水电站, Hanyu Pinyin guānyīnyán shuǐdiànzhàn), dt. wörtlich "Wasserkraftwerk Guanyinyan", ist eine im Jahr 2016 fertiggestellte Gewichtsstaumauer am Jinsha Jiang, 27 km südwestlich von Panzhihua an der Grenze der Provinzen Yunnan und Sichuan in der Volksrepublik China. Die Talsperre dient der Energiegewinnung und d em Hochwasserschutz. Die Bauarbeiten begannen 2008 und 2010 wurde der Fluss umgeleitet. Das Kraftwerk verfügt über eine Nennleistung von 3000 MW, die sich aus fünf Francis-Turbinen mit je einem 600-MW-Generator zusammensetzt.

## Bauwerk
Das Absperrbauwerk der Guanyinyan-Talsperre ist 159 bis 168 m hoch und 1158 bis 1250 m lang. Davon sind 838 m eine Gewichtsstaumauer aus Walzbeton und 320 m ein bis zu 71 m hoher Steinschüttdamm. Die Oberkante des Bauwerks wird auf 1141 m über dem Meer liegen. Das Kraftwerk steht am Mauerfuß. Außerdem gibt es eine Hochwasserentlastung mit drei Überläufen und zwei weitere Auslassöffnungen.
8810 Menschen müssen für den Stausee umgesiedelt werden.